# Luis Ceballos Fernández de Córdoba
Luis Ceballos y Fernández de Córdoba (San Lorenzo de El Escorial, 31 de juliol de 1896 – 26 de setembre de 1967) va ser un enginyer de forests i naturalista espanyol, membre de la Reial Acadèmia de Ciències Exactes, Físiques i Naturals i de la Reial Acadèmia Espanyola de la Llengua.

## Biografia
El seu pare Luis Ceballos Medrano va ser enginyer de Montes i professor de Topografia i Geodèsia de l'Escola en Sant Lorenzo. El seu germà gran, Gonzalo, arribaria a ser un prestigiós entomòleg, en tant Luis va ser professor de l'Escola d'Enginyers de Forests, destacant com a botànic especialitzat en els problemes forestals. Tots dos van gaudir d'un ambient familiar naturalista que sens dubte va marcar llurs destins.
Va treballar durant quatre anys com a Enginyer en la Unión Resinera Española i, poc després, va ser encarregat de la Secció de Flora i Mapa Forestal de l'Institut Forestal de Recerques i Experiències (IFIE), iniciant així la seva marxa investigadora. Amb l'IFIE va realitzar missions a regions forestals com el Protectorat del Marroc. El 1940 és nomenat professor de Botànica i Geografia Botànica de l'Escola Especial d'Enginyers de Montes, en el qual va començar la seva extraordinària i dilatada labor docent, que marcaria la vida i formació de nombrosos i destacats Enginyers de Muntanyes als quals va impartir els seus coneixements.
Entre els seus nombrosos mereixements destaquem el rebut el 1945, quan va ingressar en la Reial Acadèmia de Ciències Exactes, Físiques i Naturals. Més tard, el 1956, va ser nomenat doctor honoris causa per la Universitat Tècnica de Lisboa.
El 1959 li va ser atorgada la Gran Creu del Mèrit Agrícola i posteriorment, el 1964, la d'Alfons X el Savi. Un any més tard va ingressar en la Reial Acadèmia Espanyola de la Llengua, en el discurs de la qual va ressenyar la Flora del Quixot.
Entre els seus treballs destaquen els realitzats entorn de la vegetació forestal gaditana, malaguenya i canària, els matolls espanyols, els boscos a la Regió Mediterrània, i diversos estudis sobre els avets, la savina albar, els cedres o els pins.
Una de les seves principals obres, realitzada al costat de Joaquín Ximénez Embún, va ser el Pla General de Repoblació d'Espanya, realitzat el 1938, fonament d'una filosofia —avançada per a l'època— en la qual establia les modernes bases ecològiques de les repoblacions. Seva és la famosa frase que advertia sobre com interpretaven les autoritats i alguns companys el seu Pla: "el bosc és una població vegetal, no un exèrcit d'arbres".